# Ustaoset
Ustaoset ist ein Ort in der Gemeinde Hol in der Provinz Buskerud. Er liegt am Nordufer des Ustevatn und am Riksvei 7 im Ustedalen. Der Name leitet sich vom Fluss Usteåne ab, der der Abfluss des Ustevatn ist. Nördlich des Dorfes erstreckt sich das Hallingskarvet-Gebirgsmassiv. Bekannt ist das Dorf für die Bahnstation an der Bergenbane. Es besteht aus 900 Häusern, darunter ein Hotel und einige Berghütten.
Jo Nesbø lässt einige Schlüsselszenen seines Krimis Panserhjerte (dt.: Leopard) in Ustaoset spielen.